# Bolatický skanzen
Bolatický skanzen, nazývaný také Skanzen lidových tradic a řemesel Bolatice, se nachází u kostela svatého Stanislava v obci Bolatice v okrese Opava v Opavské pahorkatině v Moravskoslezském kraji. Vstup je zpoplatněn.

## Další informace
Bolatický skanzen byl zřízen v roce 2002 obyvateli Bolatic za podpory EU z dotačního programu Sapard. Nachází se v zachovalém vesnickém stavení z přelomu 19. a 20. století. V areálu se také konají občasně různé kulturně společenské akce. Expozice skanzenu je rozdělena do 3 samostatných části:
- Život na vesnici (obytné části domu a hospodářská stavení),
- Ledovcové souvky (rozsáhlá sbírka nálezů z okolních ledovcových sedimentů),[5]
- Pravěk a experimentální archeologie (zaměření primárně na štípáním pazourků).[6]

## Galerie

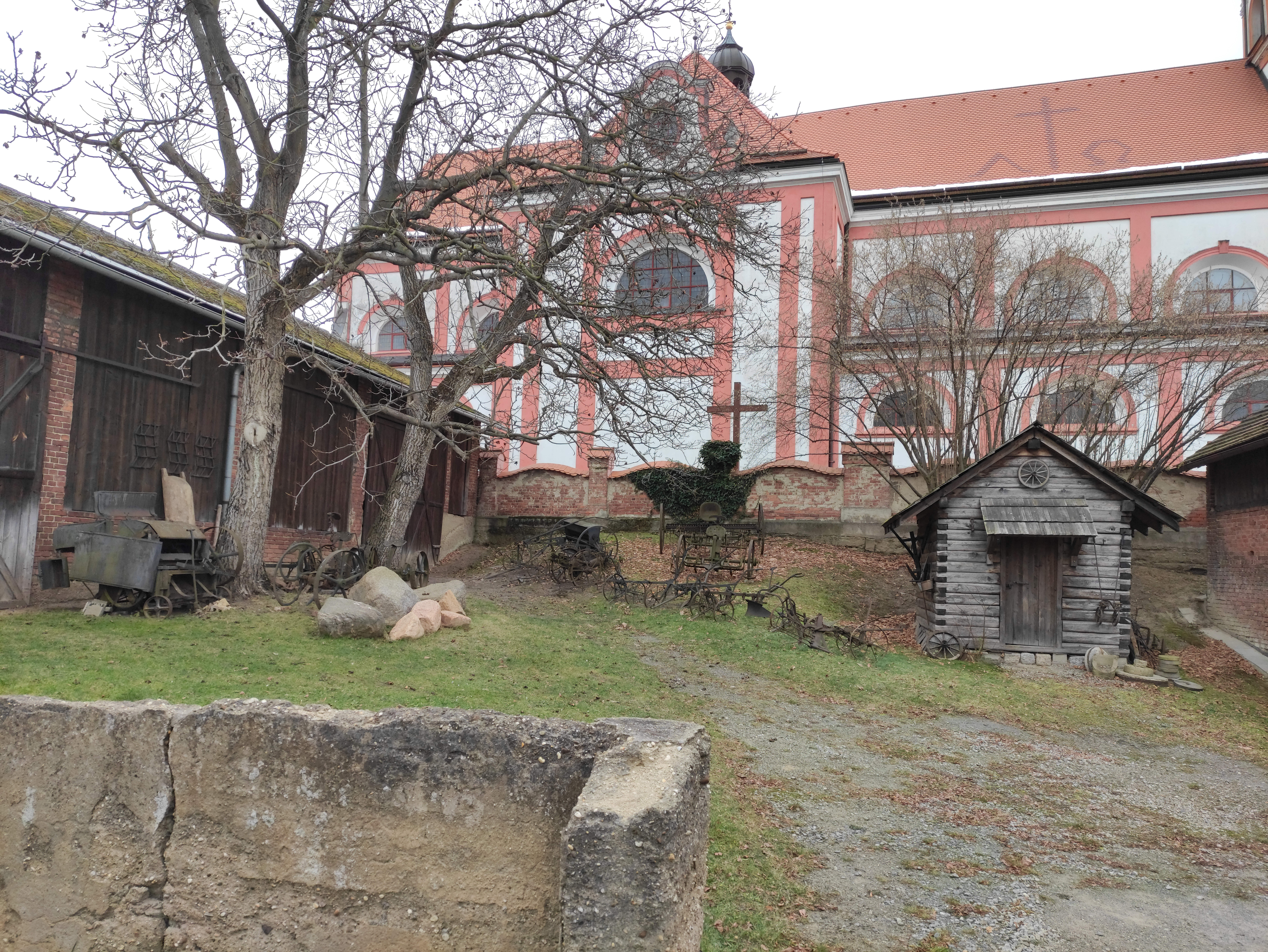